# Reiser (Bergisch Gladbach)
Reiser ist ein Ortsteil im Stadtteil Kaule von Bergisch Gladbach. 

## Geschichte

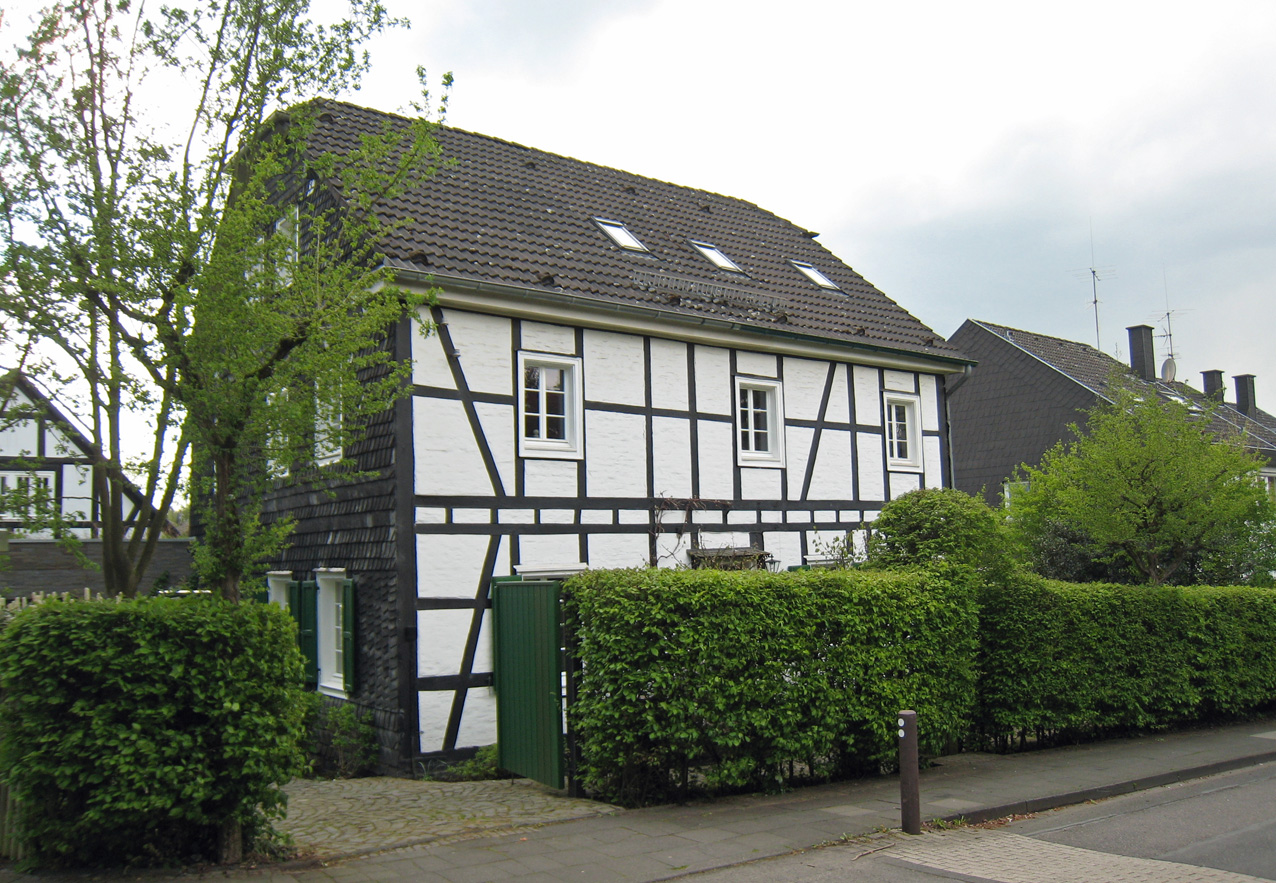
Altes Bauernhaus in Reiser

Die Siedlung Reiser wird erstmals im Jahr 1487 in den Steuer-, Pacht- und Huldigungslisten von Bensberg als Reisergut urkundlich erwähnt. Das Urkataster enthält den Siedlungsnamen mit den Gewannenbezeichnungen Reiserfeld und Reiserfeldwiese, die südlich des Kauler Dorfkerns verzeichnet sind. Im 17. Jahrhundert wird der Siedlungsname in der Form Reißer genannt. 1515 ging das Reisergut in das Kirchenvermögen der Bensberger Pfarre über. Die 1669 aufgestellte Güterliste nennt zwei Güter, die In der Reisern lagen: die Güter von Johann Curten und Wupper Jahn.
Etymologisch leitet sich der Siedlungsname Reiser aus dem althochdeutschen „hris“ bzw. dem mittelhochdeutschen „ris“ (= Baumzweige, Reisig, Gebüsch) her. Damit wird entweder ein Waldstück bezeichnet, in dem es erlaubt ist, Reisigholz für landwirtschaftliche Zwecke zu entnehmen, oder ein Niederwald, der überwiegend von Gesträuch und Buschwerk bestanden ist.